# Lidia Wysocka
Lidia Wysocka (n. 24 iunie 1916, Rahačoŭ⁠(d), Mogilev Governorate⁠(d), Imperiul Rus – d. 2 ianuarie 2006, Varșovia, Polonia) a fost o actriță și cântăreață poloneză.

## Filmografie
- Kochaj tylko mnie (1935)
- Papa się żeni (1936)
- Wrzos (1938)
- Ostatnia brygada (1938)
- Gehenna (1938)
- Serce matki (1938)
- Doktór Murek (1939)
- Złota Maska (1939)
- Irena do domu! (1955)
- 1955 Cazul pilotului Maresz (Sprawa pilota Maresza), regia Leonard Buczkowski
- 1956 Nikodem Dyzma (Nikodem Dyzma), regia Jan Rybkowski
- 1960 Rozstanie (Rozstanie), regia Wojciech Has
- 1973 Sekret (Sekret). regia Roman Załuski
- 1974 Zaczarowane podwórko (Zaczarowane podwórko), regia Maria Kaniewska și Ludmiła Niedbalska
- 1981 W obronie własnej (W obronie własnej), regia Gary Fleder